# تل او كاييه
 تل اوكاييه  (بالفرنسية: Butte-aux-Cailles) و أحد أحياء باريس التاريخية التي تقع في الجزء الغربي من الدائرة الثالثة عشرة في باريس. يتم تضمينه في الحي الإداري الذي يطلق عليه حي البيت الأبيض، والترجمة الحرفية تعني تلة السمَّان أو الحجل.

## التاريخ
في الأصل كان التل مغطى بالمروج والغابات، ومبني من عدة طواحين هواء وتطل على نهر بيفر.
في القرن السابع عشر ، تم ممارسة التنقيب عن الحجر الجيري للصدف، ولكن الأنشطة الصناعية العديدة باستخدام مياه نهر بيفر، مثل الصباغة والدباغة والمغاسل والملاهي الكبرى وحتى اللحوم ، جعلت هذه المنطقة غير صحية.
في 3 يوليو 1815 ، أثناء استسلام باريس ، بعد معركة إيسي ، تم الدفاع عن الراية بواسطة مدافع هاوتزر وستة عشر مدفع.
في عام 1860انضم الحي الذي كان ينتمي آنذاك إلى مدينة جنتيي، إلى إقليم باريس الذي ضم المجتمعات المحلية المحيطة جزئيًا أو كليًا.
في الفترة من 1828 إلى 1910 ، نفذت مدينة باريس أعمالًا لتغطية نهر بيفر ، وبدأ الحي تدريجيًا في الظهور الحالي في بداية القرن العشرين ، حيث بقيت قرية من القرن الماضي في قلب باريس .